# Shun Hing Square

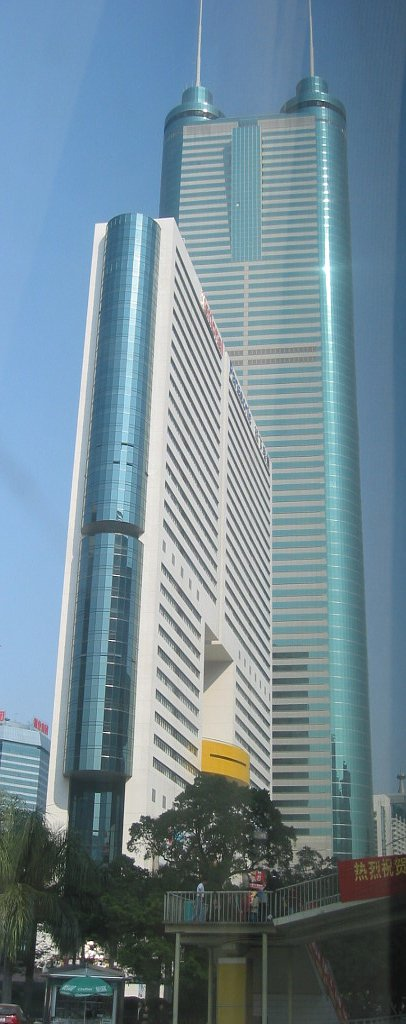
Shun Hing Square

Shun Hing Square, även känd som "Di Wang Tower" är en skyskrapa i Shenzhen, Guangdong-provinsen, Kina. Den är 384 meter hög och har 69 våningar. Byggnationen inleddes 21 april 1993 och var färdigställd 27 juni 1996. Den var i ett år, 1996 till 1997, Kinas högsta byggnad tills Guangzhou's CITIC Plaza uppfördes. Den är nu (2022) rankad 4:a i Kina och 8:a i världen.

## Bakgrund
Byggnaden byggdes i en takt av fyra våningar på nio dagar. Huvudtornet innehåller kontorslokaler, en parkeringsplats och en 5-vånings shoppinggalleria med fyra uppsättningar rulltrappor, fem personhissar och två servicehissar och en golvyta som sträcker sig från 3 450 m2 till 4 900 m2. På översta planet (69:e våningen) finns "Meridian View Center", ett observationsdäck. Dess vanliga smeknamn, "Diwang Building" härrör från auktionspriset för den bit mark som den står som den dyraste i Shenzhen vid den tiden. 24 500 ton stål användes i byggandet. Fastighetens ägare är Kumagai Gumi Company.

## Rekordnoteringar
I april 2023 var byggnaden
- Den femte högsta i Shenzhen
- 25:e högsta byggnaden på Kinas fastland
- 49:e högsta i världen
- Den högsta byggnaden i världen med färre än 70 våningar
- Den högsta byggnaden helt i stål i Kina.
- Den högsta byggnaden i Kina från 1996 till färdigställandet av CITIC Plaza i Guangzhou 1997.[5]
- Den första skyskrapan i Kina som var en av de tio högsta i världen (Bank of China Tower och Central Plaza, i Hongkong, byggdes och toppades medan Hongkong fortfarande var under brittisk suveränitet).[3]
- Den första i Kina att nå 350 m.
- Den högsta byggnaden byggd i Shenzhen på 1990-talet.
- Högsta byggnaden i Shenzhen från 1996 till september 2011 tills den överträffades av den närliggande 441,8 meter höga Kingkey 100.

## Galleri

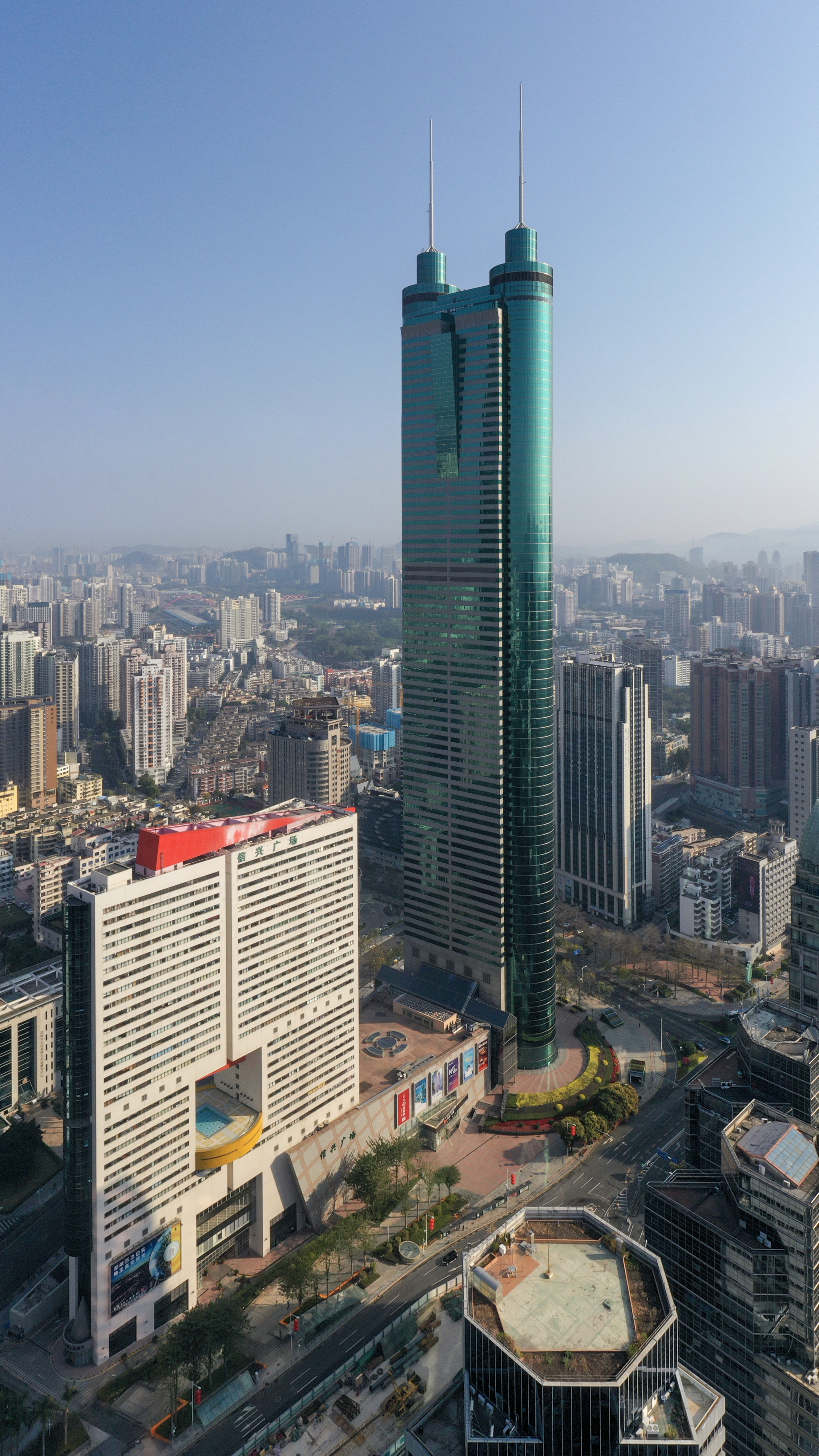
Shun Hing Square I februari 2021
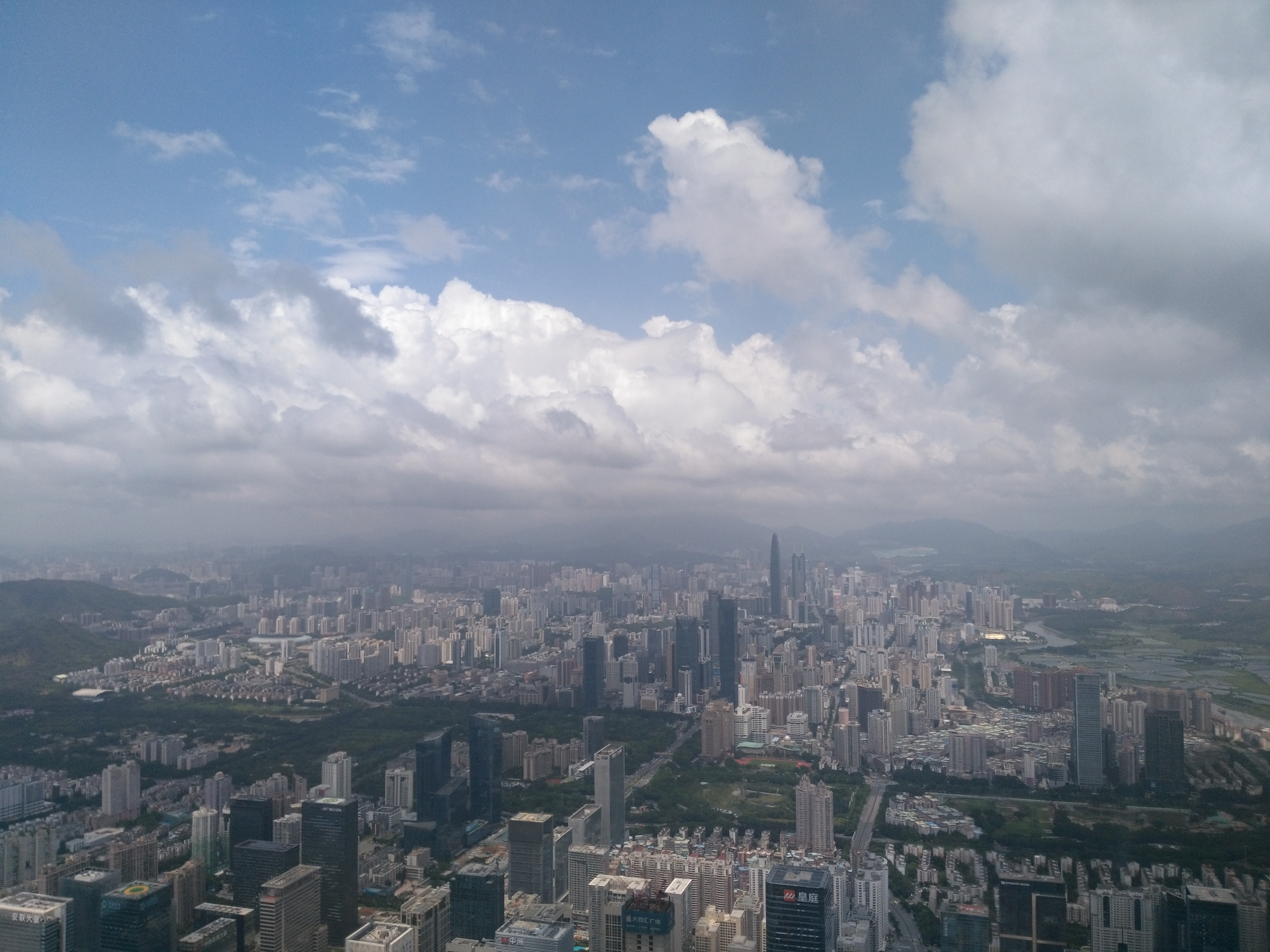
Shun Hing Square sedd från Ping An Finance Center
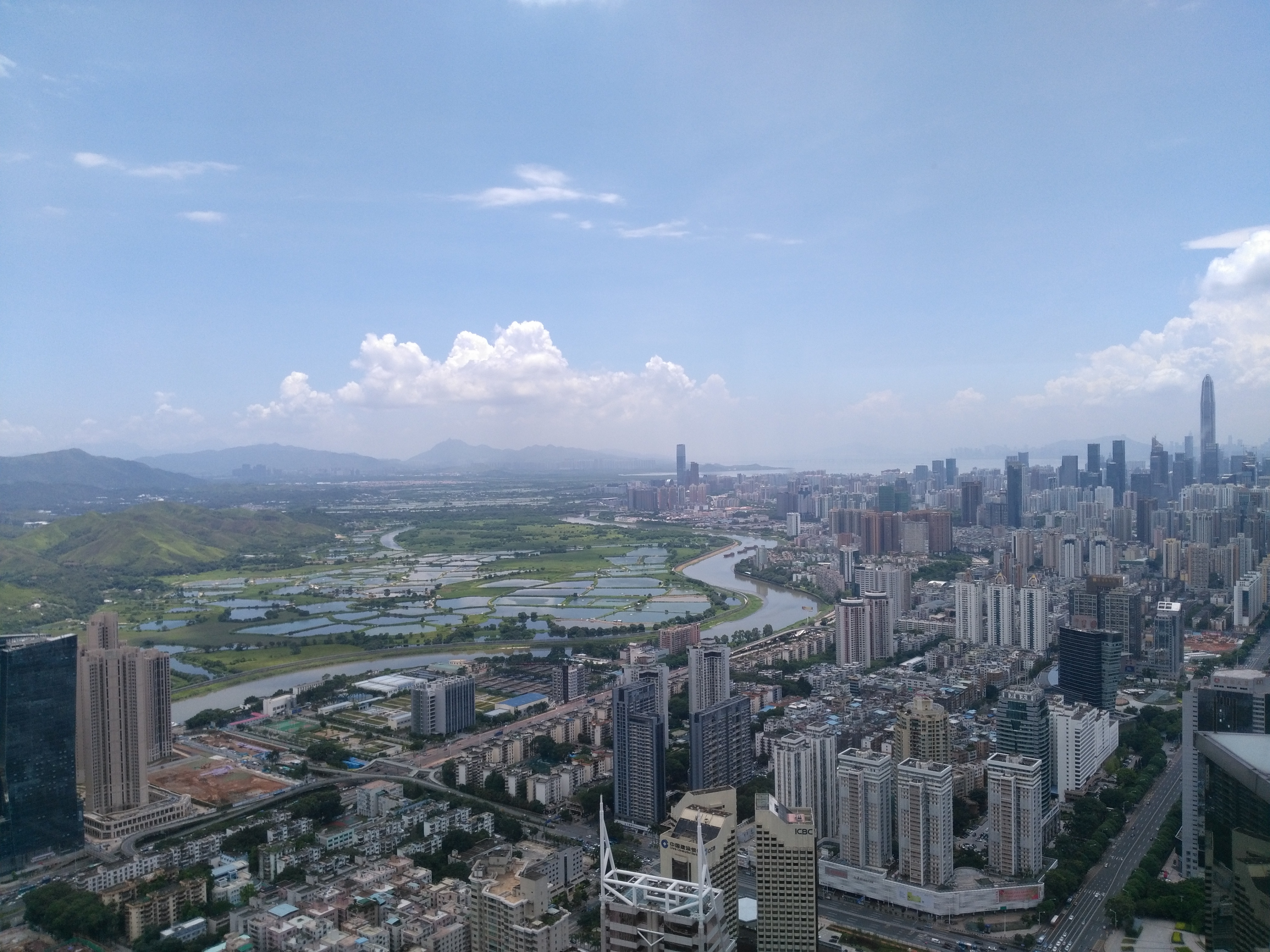
Utsikt från toppen av Shun Hing Square